# Elżbieta Jagiellonka (1472–1480/1481)
Elżbieta Jagiellonka (ur. 13 maja 1472 w Krakowie, zm. pomiędzy 19 maja 1480 a 20 maja 1481 na Litwie) – królewna polska i księżniczka litewska.

## Życiorys
Była czwartą córką i dziesiątym dzieckiem ze związku króla polskiego i wielkiego księcia litewskiego Kazimierza Jagiellończyka i Elżbiety. Według Jana Długosza urodziła się w samo południe, a została ochrzczona przez biskupa krakowskiego Jana Gruszczyńskiego. Imię otrzymała na cześć swojej matki Elżbiety i zmarłej siostry Elżbiety.
Zmarła w wieku dziecięcym. Datę a quo wyznacza moment śmierci (14 maja 1480 r.) kronikarza Jana Długosza, który w swoim dziele: Annales seu cronicae incliti Regni Poloniae nie wspomina o jej śmierci (ostatnia notka o niej pochodzi u Długosza z 1477 r.). Natomiast datę ad quem wyznacza dzień: 20 maja 1481 r., gdyż w pochodzącym spod tej daty liście, elektor brandenburski Albrecht Achilles pisze do biskupa lubuskiego Fryderyka: król Polski miał trzy córki, jedną czternastoletnią, o której rękę prowadziliśmy we Frankfurcie pertraktacje dla syna naszego pana szwagra króla Danii, a która zmarła (elektor myli się w wieku królewny, ale bez wątpienia jest mowa o Elżbiecie). O śmierci w dzieciństwie wspomina także Ludwik Decjusz. Natomiast Maciej Miechowita podaje, że została pochowana w grobie królowej Anny w katedrze krakowskiej.